# راد دیتا
راد دیتا (انگلیسی: RAD Data) شرکت مخابرات اسرائیلی است، که در سال ۱۹۸۱ تأسیس شد.